# Die Finals

Logo von Die Finals

Die Finals ist ein seit 2019 annähernd jährlich im Sommer stattfindendes Multisportevent, bei dem die Deutschen Meisterschaften in verschiedenen Sportarten zeitgleich an einem oder mehreren Orten ausgetragen werden. Die Fernsehübertragung und das Streaming werden von ARD und ZDF organisiert und veröffentlicht. Die Veranstaltungsreihe hat das Ziel, verschiedene olympische und nicht-olympische Sportarten auf nationaler Ebene zu vermarkten und deren Reichweite zu steigern.

## Übersicht
| Nr. | Jahr | Datum              | Veranstaltung          | Orte | Sportarten   | Deutsche Meistertitel | Athleten | Zuschauer  |
| --- | ---- | ------------------ | ---------------------- | --- | ------------ | --------------------- | -------- | ---------- |
| 1   | 2019 | 30. Juli – 4. Aug. | Berlin 2019            | Berlin | 10           | 202                   | 3.300    | 178.000    |
|     | 2020 | abgesagt           | Rhein-Ruhr 2020        | Nordrhein-Westfalen (Düsseldorf, Duisburg, Neuss, Aachen, Oberhausen) Leichtathletik: Braunschweig, Niedersachsen | 16 (geplant) | –                     | –        | –          |
| 2   | 2021 | 3. – 6. Juni       | Berlin/Rhein-Ruhr 2021 | Berlin, Nordrhein-Westfalen (Dortmund, Duisburg, Bochum, Balve) Leichtathletik: Braunschweig, Niedersachsen       | 18           | 140                   | 2.300    | [ Anm. 3 ] |
| 3   | 2022 | 23. – 26. Juni     | Berlin 2022            | Berlin | 14           | 190                   | 2.200    | 220.000    |
| 4   | 2023 | 6. – 9. Juli       | Rhein-Ruhr 2023        | Düsseldorf und Duisburg, Nordrhein-Westfalen Leichtathletik: Kassel, Hessen Schwimmen: Berlin                     | 18           | 159                   |          | 210.000    |
| 5   | 2025 | 31. Juli – 3. Aug. | Dresden 2025           | Dresden, Sachsen                                                                                                  | 20           | 133                   | 3.500    | 250.000    |
| 6   | 2026 | 23. – 26. Juli     | Hannover 2026          | Hannover, Niedersachsen und Steinhuder Meer (Wassersportarten)                                                    | 23 (geplant) | noch offen            |          |            |
| 7   | 2027 | 31. Juli – 3. Aug. | Stuttgart 2027         | Stuttgart, Baden-Württemberg                                                                                      | noch offen   |                       |          |            |

1. ↑  Die Spiele wurden wegen der COVID-19-Pandemie zunächst verschoben, später wurde Berlin als Co-Gastgeber für 2021 hinzugezogen.
2. ↑  Die Deutschen Leichtathletik-Meisterschaften 2020 haben – anders als die Finals als ganzes – regulär stattgefunden.
3. ↑  Die Zuschauerzahl war wegen der Corona-Pandemie auf wenige hundert reduziert worden. In den Sportstätten in Berlin war gar kein Publikum zugelassen.

## Geschichte
Die Finals gehen auf eine Idee der öffentlich-rechtlichen Sender ARD und ZDF unter Federführung des ehemaligen ARD-Sportchefs Hagen Boßdorf zurück, der bereits seit 2007 als privater Sportberater im Bereich Vermarktung und Medien arbeitete. Analog zu etablierten Absprachen zur TV-freundlichen Terminierung im Wintersport wurde eine Veranstaltung über ein Wochenende entworfen, die daraufhin optimiert ist, ein breites Sportprogramm im Fernsehen und über Livestreaming zur Verfügung zu stellen und so die Bekanntheit und Reichweite der einzelnen Sportarten und nationalen Spitzensportler zu stärken. Eine ähnliche Idee hatte sich bereits auf europäischer Ebene angebahnt. 2018 war mit den European Championships vonseiten der Sportverbände und TV-Sendern eine Multisportveranstaltung initiiert worden, die verschiedene Europameisterschaften in olympischen Sportarten gemeinsam unter einer Dachmarke in einer Ausrichterstadt abhielt.
2019 folgte die Erstaustragung der Finals in Berlin mit Bahnrad, Bogensport, Boxen, Kanu, Leichtathletik, Moderner Fünfkampf, Schwimmen, Trial, Triathlon und Turnen im Sportprogramm. Die Sender ARD und ZDF treten – anders als bei Großereignissen, für die Übertragungslizenzen gekauft werden – als Partner in der Planung und Durchführung auf und gewährleisten durch ihre TV-Übertragung die Reichweite für die Veranstaltung. Bei der Premiere wurden an zwei Tagen rund 19 Stunden Livestreams und Sondersendungen produziert. Die Sender äußerten sich mit der Quote zufrieden und die deutschen Leichtathletik-Meisterschaften feierten als größte Finals-Sportart nach Zuschauern auch einen Besucherrekord im Stadion. Insgesamt meldete der Veranstalter 178.000 Besucher bei der Erstausgabe, die zusätzlich vom Landessportbund Berlin mit einem Familiensportfest ergänzt wurde.
Noch im November 2019 vermeldete das Land Nordrhein-Westfalen unter dem Titel Rhein-Ruhr 2020 Ausrichter der zweiten Finals zu sein. Die Ausrichtung der Finals an Rhein und Ruhr sei Teil der geplanten Olympiabewerbung, teilte das Land mit. Die Veranstaltung wurde schließlich wegen der Corona-Pandemie verschoben und Berlin wurde zum Co-Gastgeber. Die Leichtathletik-DM fanden separat, jedoch zeitgleich in Braunschweig statt. Die Finals 2022 wurden erneut an Berlin vergeben. Sie fanden dort zeitgleich mit den nationalen Special Olympics statt und waren erneut u. a. Rahmen für die Leichtathletik-, Turn- und Schwimmmeisterschaften. 2023 wurden die Wettkämpfe erneut durch das Land Nordrhein-Westfalen ausgerichtet, die unter dem Namen Rhein-Ruhr 2023 diesmal hauptsächlich in Düsseldorf und Duisburg stattfanden. Die deutsche Schwimm-DM verblieb – wie insgesamt schon seit 2004, also lange vor den Finals – in Berlin, Leichtathletik wurde in Kassel ausgetragen. Noch im Juli 2023 wurde bekannt, dass auf eine Ausrichtung 2024 wegen der Olympischen Sommerspiele und der Verschiebung der Leichtathletik-Europameisterschaften verzichtet würde. Die Finals 2025 wurden außerdem mit Dresden erstmals im Kern außerhalb von Berlin und Nordrhein-Westfalen vergeben. Seit 2023 wird außerdem ein Medaillenspiegel nach Bundesländern geführt. Die Erstausgabe gewann Gastgeber Nordrhein-Westfalen, das einwohnerstärkste Bundesland.
Seit 2021 vermarkten die Veranstalter die Finals vorab mit einem eigens produzierten Interviewpodcast, bei dem verschiedene Sportler und Sportarten vorgestellt werden. 2025 gab es erstmals Merchandise-Artikel der Dachmarke Finals. Geschäftsführer Hagen Boßdorf gab 2025 bekannt, dass eine Vergrößerung des Formats über 20 Sportarten und vier Wettkampftage nicht geplant sei. Mit Dresden 2025, Hannover 2026 und Stuttgart 2027 standen erstmals bereits drei künftige Ausrichter im Voraus fest. Parallel wurden die vier Regionen, die sich ab 2036 für den DOSB um Olympische Sommerspiele bewerben wollen, zunächst nicht berücksichtigt.

## Organisation
Die Fernsehübertragung und das Streaming werden von ARD und ZDF organisiert und veröffentlicht. Die Veranstaltungsreihe hat das Ziel, verschiedene olympische und nicht-olympische Sportarten auf nationaler Ebene zu vermarkten und deren Reichweite zu steigern. Die Rahmenveranstaltung wird von der privaten Die Finals GmbH organisiert, die vom Sportberater Hagen Boßdorf gegründet wurde und geleitet wird. Ausrichter der einzelnen deutschen Meisterschaften sind die entsprechenden Sportverbände, die Qualifikation und Umfang des bei den Finals ausgerichteten Programms eigenständig regeln. 2019 gewann die TV-Produktion der Erstausgabe den deutschen Fernsehpreis in der Kategorie Sport.